# Марджан Ейд
Марджан Ейд (араб. مرجان عيد, нар. 12 травня 1979, Ріффа) — бахрейнський футболіст, що грав на позиції захисника. По завершенні ігрової кар'єри — футбольний тренер, відомий роботою з національною збірною Бахрейну.
Виступав за клуб «Аль-Ріффа».

## Ігрова кар'єра
У дорослому футболі дебютував 1997 року виступами за команду клубу «Аль-Ріффа», кольори якої і захищав протягом усієї своєї кар'єри гравця, що тривала десять років.

## Кар'єра тренера
Розпочав тренерську кар'єру невдовзі по завершенні кар'єри гравця, 2007 року, увійшовши до очолюваного чеським спеціалістом Міланом Мачалою тренерського штабу клубу національної збірної Бахрейну. 2010 уперше очолив національну команду, в статусі виконувача обов'язків головного тренера. Згодом знову був асистентом головного тренера у тренерському штабі збірної протягом 2010—2014 років, за які у команді змінилося декілька головних тренерів, здебільшого іноземців.
2014 року став повноцінним головним тренером збірної Бахрейну, готував її до участі у Кубку Азії 2015 року, на якому його команда програла два матчі групового етапу, проте в останній грі проти іншого аутсайдера, збірної Катару, здобула перемогу з рахунком 2:1, що дозволило Бахрейну посісти третє місце у групі. Після турніру поступився місцем головного тренера збірної черговому іноземцю, аргентинцю Серхіо Батісті.